# 정전기학

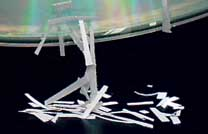

정전기학(靜電氣學, electrostatics)은 대전된 물체에 의한 전기장이 변하지 않을 때의 물리학을 다루는 학문이다. 일반적으로 정전기학엔 부도체 표면간의 접촉에 따른 전하의 발생, 즉 정전기 현상도 포함된다. 이러한 현상은 한 물체의 전자가 다른 물체로 옮겨지면서 일종의 방전이 일어나기 때문에 일어난다. 인체에 남겨진 정전기는 다른 물체와 접촉했을 때 방전을 일으키면서 쇼크를 주기도 하는데, 보통 수천~수만 볼트의 고전압이지만 전류가 약해 인체에 심각한 영향을 주는 경우는 별로 없다.

## 정전기학의 기술

### 전위
전위 V와 전기장 {\displaystyle {\vec {E}}}는 다음과 같은 관계를 갖는다.
{\displaystyle {\vec {E}}=-{\vec {\nabla }}V={\frac {kQ}{r}}}

## 기본 개념

### 쿨롱의 법칙
쿨롱의 법칙은 정전기학을 기술하는 가장 기본적인 방정식으로 두 점전하 {\displaystyle Q_{1}}과 {\displaystyle Q_{2}} 사이에 작용하는 힘을 뜻한다.
{\displaystyle {\vec {F}}={\frac {1}{4\pi \varepsilon _{o}}}\cdot {\frac {Q_{1}Q_{2}}{r^{2}}}{\hat {r}}}
- {\displaystyle Q_{1}}, {\displaystyle Q_{1}} : 두 점전하의 전위
- {\displaystyle r} : 점전하 사이의 거리
- {\displaystyle {\frac {1}{4\pi \varepsilon _{o}}}}는 쿨롱 상수로 보통 {\displaystyle K_{e}} 로 표기하기도 한다.

### 전기장
전기장(단위는 V/m)은 단위 전하(단위는 C)에 작용하는 힘의 크기(단위는 N)로 정의된다. 이 정의와 쿨롱의 법칙을 이용하면 전하 {\displaystyle Q\,}가 만들어내는 전기장 {\displaystyle {\vec {E}}\,}의 크기를 다음과 같이 유도할 수 있다.
{\displaystyle {\vec {E}}={\frac {Q}{4\pi \varepsilon _{o}r^{2}}}{\hat {r}}}

### 가우스 법칙

#### 적분형
{\displaystyle \oint _{S}\ {\vec {E}}\cdot \mathrm {d} {\vec {S}}=\int _{V}\rho _{V}\cdot \mathrm {d} V}

#### 미분형
{\displaystyle {\vec {\nabla }}\cdot \varepsilon _{o}{\vec {E}}=\rho }

### 푸아송 방정식
{\displaystyle {\nabla }^{2}\phi =-{\rho  \over \varepsilon _{o}}}

### 라플라스 방정식
{\displaystyle {\nabla }^{2}\phi =0}

## 정전기
정전기는 표면 스핀으로 도체 내부 전류, 외부에서 비스듬히 입사한 광, 그리고 다른 물체로 문지름 등에 의해 발생한다.

## 같이 보기
- 정전기 유도
- 유전율
- 기본 전하
- 정전기
- 마찰전기